# H5N1

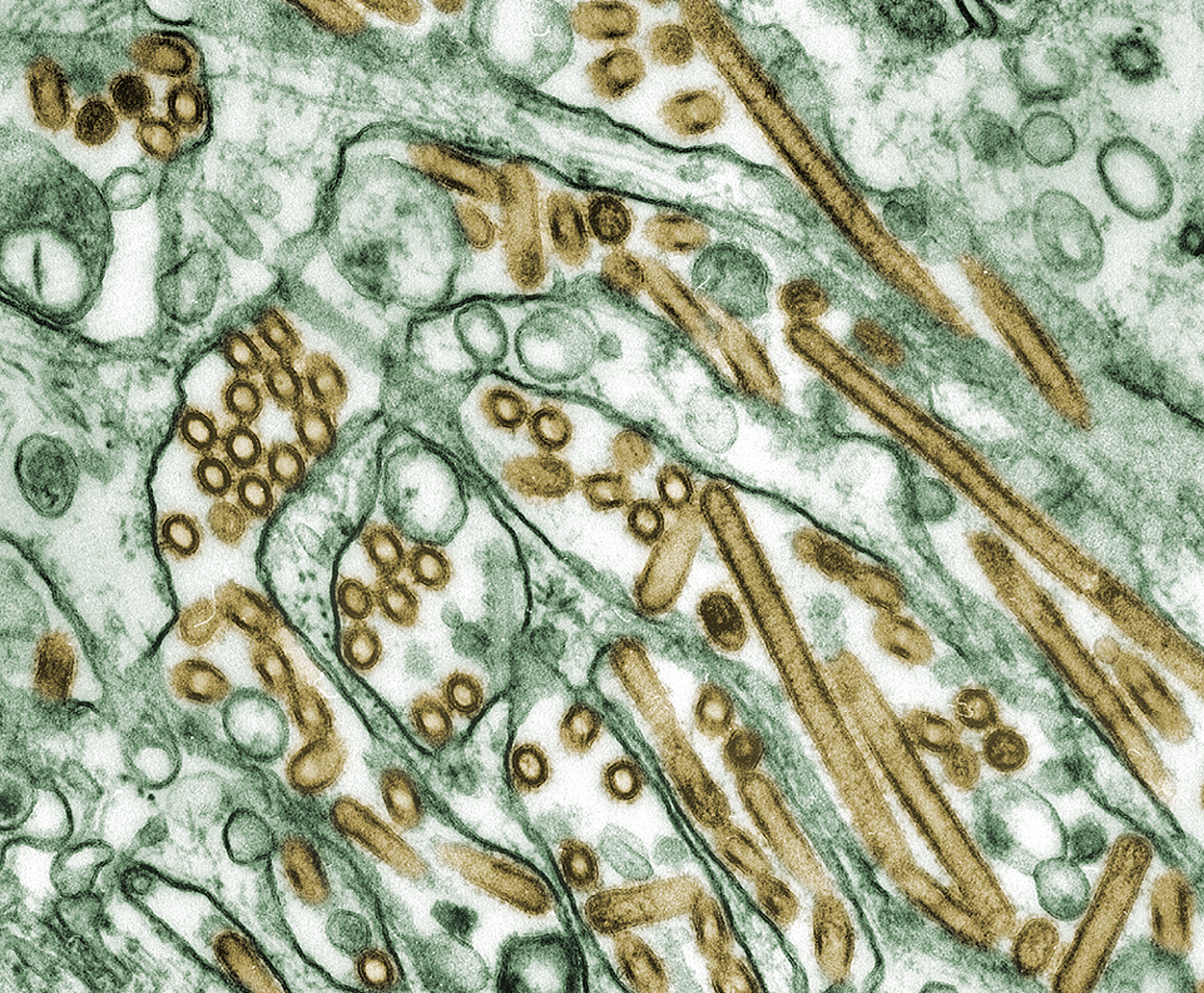
H5N1 vírusok (aranyszín), színezett fotó.

A H5N1 az A típusú influenza vírusainak egyik altípusa, a madárinfluenza egyik okozója, amely az embert és más fajokat is megfertőzheti. A legveszélyesebbnek tartott influenzaaltípus, amely a kutatók szerint genetikailag módosulva alkalmas lehet egy pusztító emberi világjárvány kiváltására.
Madárinfluenzát más vírusaltípusok is okozhatnak, ezért a madárinfluenza és a H5N1 nem azonos fogalmak. A köztudatban azért forrtak egybe mégis szorosan, mert az utóbbi években a média visszatérő témája lett a madárinfluenza jelentette veszély az ember számára, a halálos emberi megbetegedéseket pedig a H5N1 egyik törzse, illetve leszármazottai okozták. A törzs a HPAI A(H5N1) (az „A” az A típusra utal, HPAI rövidítés, angolul highly pathogenic avian influenza virus, azaz „magas patogenitású madárinfluenza-vírus”). A HPAI A(H5N1) sok madárpopulációban jelen van, különösen Délkelet-Ázsiában. Egy Ázsiában megjelent törzs világszerte terjed , madarak tízmillióival végzett és százmillióik leöléséhez vezetett, hogy terjedését megfékezzék. A madárinfluenza médiaemlítéseinek nagy többsége erre a törzsre utal.
A FAO madárinfluenza jelentésének frissítése (Avian Influenza Disease Emergency Situation Update) szerint a fertőzött területeken a vadmadarakban fokozatosan nő a H5N1 patogenitása, a madárfarmokon viszont a védőoltások ellenőrzés alatt tartják. 2008 júniusában (Kína, Egyiptom, Indonézia, Pakisztán és Vietnám) öt országot érintő 11 kitörés szerepelt a nyilvántartásban, a 2006 júniusi 65-tel és 2007 júniusi 55-tel szemben. A jelentés szerint a HPAI-helyzet 2008 első felében jelentősen javult az adatok alapján, de az esetek száma továbbra is alábecsült az érintett országok figyelési rendszereinek hianyosságai miatt.
2020-ban újra megjelent a kórokozó Magyarországon, a H5N1 vírusát a a Nébih laboratóriuma igazolta március 25-én, ami után 32 500 pecsenyekacsa levágását rendelték el Bács-Kiskun megyében.

## Leírása

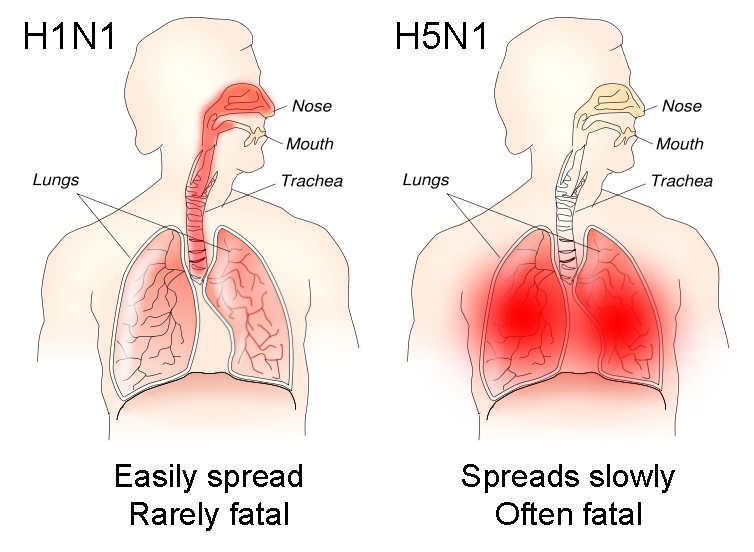
A H1N1 és a H5N1 különböző fertőzési helyei befolyásolják a halálozási rátát és a terjedési képességet

A HPAI A(H5N1) madárinfluenza vírus, bár van némi tapasztalat a korlátozott ember-ember átvitelére.. A fertőzött baromfival való gyakori érintkezés fertőzési rizikófaktor, de a vírus jelenlegi formájában a madárról emberre való fertőzés sem nagyon hatékony. Azoknak a 60 százaléka azonban, akiket megfertőzött a HPAI A(H5N1) ázsiai törzse, meghalt, és fennáll a veszély, hogy mutációval vagy génújrarendeződéssel olyan törzs jön létre, amely már emberről emberre terjedhet. 2003-ban a világhírű virológus, Robert Webster azt írta az American Scientist magazinban, hogy „az emberiség olyan pandémia szélére került, amely az emberi népesség nagy részét megölheti”. Egyben sürgette a megfelelő erőforrások mozgósítását a fenyegetéssel szemben, amely milliárdok életét követelheti. 2005. szeptember 29-én David Nabarro, az ENSZ frissen kinevezett szenior emberi- és madárinfluenza koordinátora arra figyelmeztetett, hogy egy madárinfluenza-járvány 5-150 millió emberéletet követelne. A szakértők azonosították a pandémia felé vezető fontosabb valószínű eseményeket (új kládok létrejötte, új fajok megfertőzése, új területekre terjedés), és ezek közül több hamarabb bekövetkezett, mint gondolták.
A magas halálozási arány és virulencia, a fennmaradó jelenlét, a növekvő hordozó reservoir, a jelentős mutációs képesség a H5N1-et teszik a világ jelenlegi legnagyobb járványfenyegetésévé, ezért dollármilliárdokat költenek a kutatására és egy lehetséges H5N1-járványra való felkészülésre.
Legalább 12 cég és 17 kormány dolgoznak pandémiamegelőző influenzavakcina kifejlesztésén. Nem lehet azonban tudni, milyen lesz a pusztító pandémia veszélyével fenyegető vírus és a hatékony megelőző vakcina tömeges gyártása csak mintegy három hónappal azután kezdődhet, hogy a vírust azonosították. A remények szerint a vírus azonosítását követő egy év alatt egymilliárd dózist sikerülhet előállítani.
A H5N1 akár több egymást követő pandémiát is okozhat, mivel attól függetlenül, hogy egy pandémia veszélyét előidéző törzsre kialakul-e az emberekben „nyájimmunitás”, a madarakban a vírus tovább mutálódik.
Influenzapandémiát az influenzavírus A más altípusai is okozhatnak, nem csak a H5N1. A H5N1 genetikai elemzése azonban azt mutatja, hogy egy H5N1 okozta pandémia akár sokkal halalosabb is lehet, mint a spanyolnátha volt. A Pandemic Severity Index (PSI, „világjárvány-súlyossági index”) azonban nem tartalmaz az 5. kategóriába tartozó spanyolnátháénál magasabb fokozatot: egy ilyen pandémia veszélyével szemben minden lehetséges megelőző lépést meg kell tenni.

## Genetikája

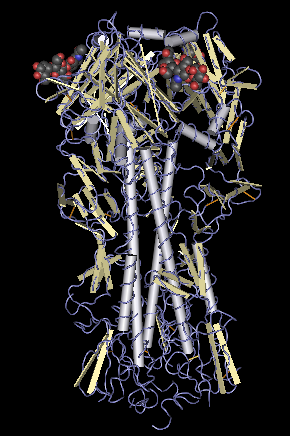
A H a H5N1 rövidítésben az ezen a molekuláris modellen látható hemagglutinint jelöli.

A HPAI A(H5N1) első ismertté vált törzse (az A/házityúk/Scotland/59, angolul A/chicken/Scotland/59) Skóciában 1959-ben két csapat csirkével végzett; ez a törzs azonban nagyon különböző volt a jelenlegi magas patogenitású H5N1-től. A 2004-ben domináns HPAI A(H5N1) törzs 1999 és 2002 között fejlődött ki, létrehozva a Z genotípust. Nevezik a HPAI A(H5N1) ázsiai vonalának is.
Az ázsiai vonalat két antigén kládra osztják. Az egyes kládba tartoznak a vietnámi, thaiföldi és kambodzsai emberi és madárizolátumok, illetve a laoszi és malajziai madárizolátumok. A kettes klád vírusait először kínai, indonéziai, japán és dél-koreai madár izolátumokban azonosították, mielőtt továbbterjedtek nyugati irányban a Közel-Keletre, Európába és Afrikába. Az Egészségügyi Világszervezet (WHO) szerint a 2005 végén és 2006-ban történt emberi fertőzésekért elsősorban a kettes klád vírusai voltak felelősek. A genetikai elemzés a kettes kládon belül hat alkládot azonosított, amelyekből három rendelkezik elkülönült földrajzi elosztással és volt érintett az emberi fertőzésekben: Map Archiválva 2006. november 25-i dátummal a Wayback Machine-ben
- Alklád 1, Indonézia
- Alklád 2, Európa, Közel-Kelet és Afrika (együtt: EMEA)
- Alklád 3, Kína"[12][16][17]

### Terminológia
A H5N1 izolátumok kategorizálását az alábbi HPAI A(H5N1) példa szemlélteheti az A/házi-tyúk/Nakorn-Patom/Thaiföld/CU-K2/04(H5N1) (angolul A/chicken/Nakorn-Patom/Thailand/CU-K2/04(H5N1)) törzsről:
- A az A típusú influenzavírust jelöli. (Szemben a B és a C típussal.)
- Házi tyúk a fajt jelöli, amelyben az izolátumot találták.
- Nakorn-Patom/Thaiföld a helyet jelöli, ahol a vírust találták.
- A CU-K2 kód az ugyanazon a helyen talált más influenzavírusoktól különbözteti meg a törzset.
- 04 2004-et jelöli, amikor a vírust izolálták.
- A H5 a hemagglutinin nevű influenza protein 5-ös számmal jelölt változatát jelenti.
- Az N1 a neuraminidáz protein egyes számú változata.

Más példák: A/kacsa/Hongkong/308/78(H5N3) (A/duck/Hong Kong/308/78(H5N3)), A/madár/NY/01(H5N2) (A/avian/NY/01(H5N2)), A/házityúk/Mexikó/31381-3/94(H5N2)) (A/chicken/Mexico/31381-3/94(H5N2)) és A/réce/Egyiptom/03(H5N2) (A/shoveler/Egypt/03(H5N2)).
Mint más madárinfluenza-vírusok, a H5N1 törzsek is lehetnek „magas patogenitásúak” (highly pathogenic, HP) és „alacsony patogenitásúak” (low-pathogenic, LP). A HPAI jelű madárinfluenza vírusok virulensek és a megfertőzött madarak halalozási aránya gyakran megközelíti a 100 százalékot. Az LPAI jelű vírusok kis virulenciájúak, viszont származhatnak belőlük HPAI vírusok. Az utóbbi években nagy médianyilvánosságot kapott madárpusztulásokat H5N1 HPAI törzsek okozták, de a világban H5N1 LPAI vírusok is jelen vannak. Valamennyi eddig izolált HPAI vírus a H5 és a H7 altípusokhoz tartozott. A HPAI-LPAI megkülönböztetés jelenleg csak a madarakra utal: rendesen egy magas patogenitású madárinfluenza vírus sem az emberek sem más fajok számára nem magas patogenitású. Az utóbbi években feltűnt H5N1 törzsek újdonságot jelentenek abból a szempontból, hogy a madarakon kívül más fajok számára is halálosak lehetnek, mint például a házi macska, ami korábban nem volt fogékony az influenzavírusokra.